# Ingrid Šišković
Ingrid Siscovich (Pola, 6 giugno 1980) è una pallavolista croata.

## Biografia
Iniziò a giocare a pallavolo a soli 9 anni come palleggiatrice nella società dell'Istarska Banka di Pola. Già a 13 anni disputa la sua prima partita in serie A.
Riuscì ad aggiudicarsi il posto in nazionale juniores a soli 15 anni e andò ai suoi primi campionati europei a Istanbul nel 1996. Dopo quell'anno vince i campionati Under 14, Under 16 e Under 18 con la squadra dell'Istarska Banka di Pola.
Nel 1997 partecipò agli europei under 16 classificandosi con la sua nazionale al secondo posto, perdendo per 3 a 1 con la Russia. Ingrid venne premiata come miglior giocatrice del campionato europeo a soli 15 anni.
Dai 16 anni ai 18 vinse nel campionato croato, aggiudicandosi molti premi individuali come miglior giocatrice.
Per motivi di studio non partecipò agli europei di Brno, ma giocò poi nell'europeo a Roma nel 1999 vincendo la medaglia d'argento.
Quell'anno oltre all'europeo vinse con la stessa nazionale i Mondiali militari che furono disputati a Zagabria.
Lo stesso anno partecipò anche alle qualificazioni per le olimpiadi di Sydney, al torneo di Montreux ed alla Coppa del Mondo in Giappone.
Ingrid quindi nel 2000 partecipò alle Olimpiadi di Sydney con la nazionale croata.
La vera carriera di Ingrid Siscovich iniziò dopo le Olimpiadi del 2000, quando divenne una giocatrice della Las Fly Tortoreto, squadra che militava nella serie A2 italiana.
Dopo questa stagione iniziò una serie di campionati tra A1 e A2 in Italia, dove si fece conoscere anche con il soprannome di Sisco.
Militò per 10 anni nel campionato italiano con alti e bassi.
Negli ultimi due anni di carriera fece parte della squadra di beach volley “ZAL” di Pola.
Nel 2009 smette di giocare per un grave infortunio al polpaccio e prosegue la sua carriera pallavolistica come allenatore. Nel 2010 si sposa con Alberto Rosati, allora Tenente di Vascello della Marina MIlitare Italiana. Nel 2013 diventa mamma di due splendidi gemelli maschi, Francesco e Riccardo.
Per motivi di lavoro segue suo marito in Puglia, nella bellissima Taranto. Le manca la pallavolo e decide di immergersi nell’avventura della serie C con la Pallavolo Massafra aggiudicandosi le finali e vincendo la promozione in serie B2.
Dopo 3 anni passati a Taranto, una nuova destinazione era in arrivo.
Nel 2015 sbarca con la famiglia nell’affascinante città di Venezia. Viene inserita come istruttore di pallavolo presso la Scuola Navale Militare “Francesco Morosini” allenando la rappresentativa della scuola e gli allievi di ogni corso. Nel 2017 partecipa al Trofeo Intercorsi delle Scuole Militari Superiori a Firenze, ottenendo un secondo posto.
Nel 2018 sempre con la rappresentativa di pallavolo della Scuola Navale Militare “Francesco Morosini” ottiene il secondo posto del “Torneo Sholtz” al quale parteciparono tutte le scuole di Venezia.